# Villiers-les-Hauts

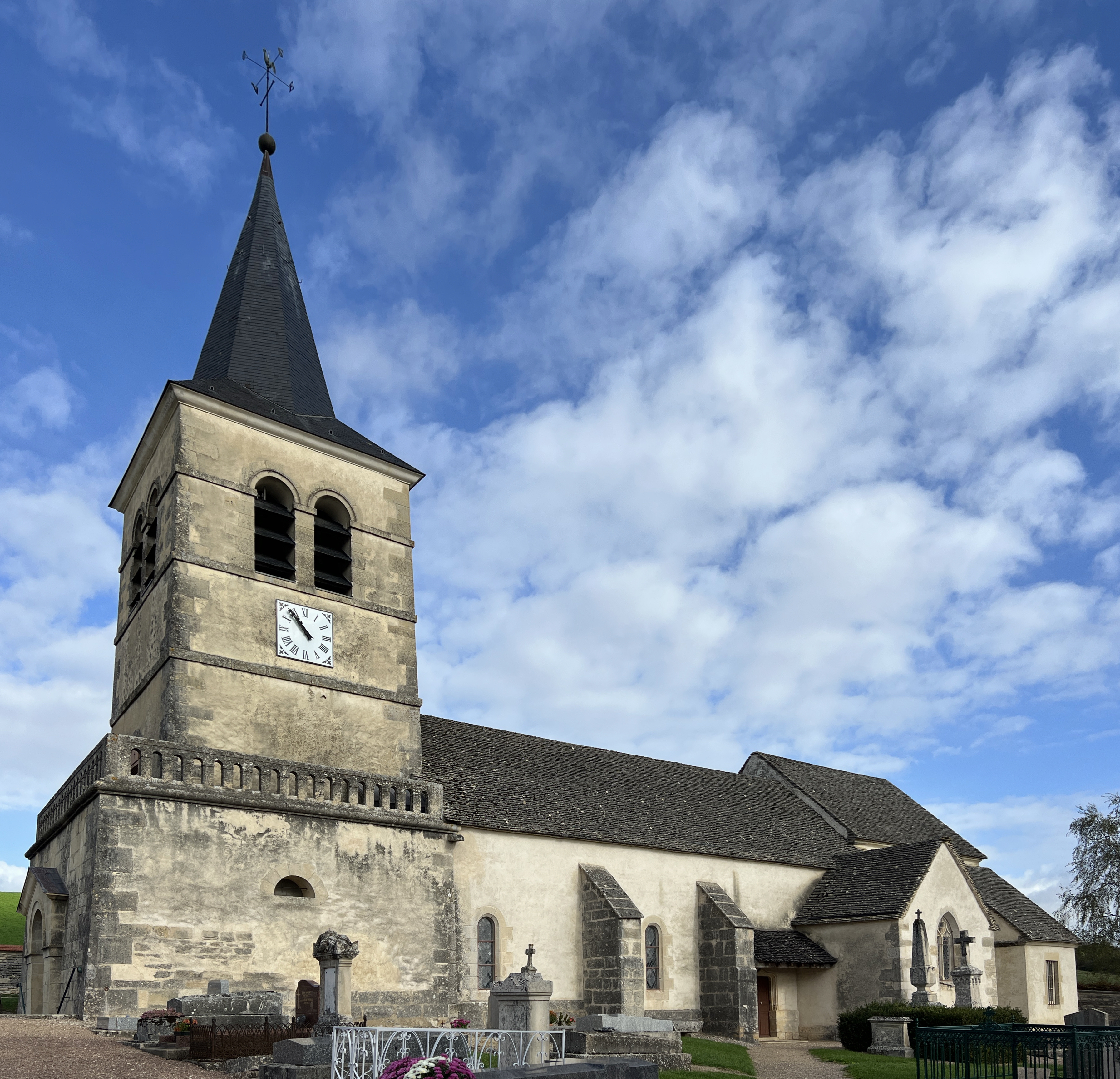
Église Saint-Maurice, Villiers-les-Hauts

Villiers-les-Hauts ist eine französische Gemeinde mit 125 Einwohnern (Stand: 1. Januar 2022) im Département Yonne in der Region Bourgogne-Franche-Comté (vor 2016 Bourgogne) im Osten Frankreichs. Die Gemeinde gehört zum Arrondissement Avallon und zum Kanton Tonnerrois (bis 2015 Ancy-le-Franc).

## Geografie
Villiers-les-Hauts liegt etwa 47 Kilometer ostsüdöstlich von Auxerre am Armançon. Umgeben wird Villiers-les-Hauts von den Nachbargemeinden Ancy-le-Franc und Fulvy im Norden, Chassignelles im Nordosten, Nuits im Osten und Südosten, Étivey im Süden, Pasilly im Südwesten sowie Argenteuil-sur-Armançon im Nordwesten.

## Bevölkerungsentwicklung
| Jahr                      | 1962 | 1968 | 1975 | 1982 | 1990 | 1999 | 2006 | 2013 |
| ------------------------- | ---- | ---- | ---- | ---- | ---- | ---- | ---- | ---- |
| Einwohner                 | 168  | 172  | 150  | 155  | 171  | 143  | 144  | 150  |
| Quelle: Cassini und INSEE |      |      |      |      |      |      |      |      |

## Sehenswürdigkeiten
- Kirche Saint-Maurice aus dem 12. Jahrhundert, Monument historique seit 1988